# Ofițeri decorați cu ordinul „Mihai Viteazul” în Al Doilea Război Mondial

Ordinul „Mihai Viteazul”

Ordinul militar de război „Mihai Viteazul” a fost înființat de către regele Ferdinand I, prin Înaltul Decret nr. 3240 din 21 decembrie 1916, fiind destinat a răsplăti „faptele excepționale de război ale ofițerilor care s-au distins în fața inamicului”.
Conform decretului de înființare ordinul avea trei clase, prevăzându-se în mod expres că „nimeni nu poate obține o clasă superioară dacă nu este decorat cu clasa III”.

## Clasa I

### Ofițeri străini

#### Mareșalul Reich-uluiHermann Göring
Ministrul Aerului Reich-ului și Comandantul Suprem al Forțelor Aeriene Germane

Motivația:
„Pentru modul cum a condus operațiunile aeriene ale armatei Reichului și pilda de inițiativă, curaj și dispreț de moarte, prin care a însuflețit sburătorii”
Decretul Regal nr. 2.868 din 14 octombrie 1941

#### Marele AmiralErich Raeder
Comandantul Suprem al Marinei Germane (Kriegsmarine)

Motivația:
„Pentru felul cum a condus operațiile flotei germane pe întinsul Oceanului și al Mărilor, contribuind la victoria armatelor aliate”
Decretul Regal nr. 2.868 din 14 octombrie 1941

#### FeldmareșalWalther von Brauchitsch
Comandantul Suprem al Armatei Germane de Uscat (Oberkommando des Heeres)

Motivația:
„Pentru modul strălucit cum a condus operațiunile giganticei armate germane, ducând-o fulgerător din victorie în victorie”
Decretul Regal nr. 2.868 din 14 octombrie 1941

#### FeldmareșalWilhelm Keitel
Comandantul Suprem al Armatei Germane (Oberkommando der Wehrmacht)

Motivația:
„Pentru că a imprimat tuturor comandamentelor ritmul unor operațiuni fulgerătoare și victorioase”
Decretul Regal nr. 2.868 din 14 octombrie 1941

#### MareșalCarl Gustaf Emil Mannerheim
Comandantul Suprem al Forțelor Armate ale Finlandei

Motivația:
„Pentru curajul și măestria cu care a condus operațiunile glorioasei armate finlandeze în cruciada contra bolșevismului”
Decretul Regal nr. 3.026 din 1 noiembrie 1941

#### MareșalFeodor Tolbuhin
Comandantul Frontului 3 Ucrainean

Motivația:
„Pentru serviciile excepționale aduse țării, în acțiunea de eliberare de sub jugul fascismului german.”
Decretul Regal nr. 903 din 8 mai 1947

#### General colonel de tancuriIvan Susaicov
Membru al Consiliului Militar al Frontului 2 Ucrainean și locțiitor al comandantului Grupului de Armate Sud, apoi vicepreședinte al Comisiei Aliate de Control din România

Motivația:
„Pentru serviciile excepționale aduse țării, în acțiunea de eliberare de sub jugul fascismului german.”
Decretul Regal nr. 904 din 8 mai 1947

### Ofițeri români

#### MareșalMihai I al României
Regele României

Jurnalul Consiliului de Miniștri din 8 noiembrie 1941

## Clasa II

### Ofițeri străini

#### GeneralfeldmarschallGerd von Rundstedt
Comandantul Grupului de Armate Sud

Motivația:
„Pentru modul strălucit cum a pregătit și condus operațiunile, care în colaborare cu forțele române a sdrobit rezistența bolșevicilor, contribuind astfel la liberarea pământului românesc răpit de dușman”.
Decretul Regal nr. 2.628 din 19 septembrie 1941

#### General de armată inspectorEugen Ritter von Schobert
Comandantul Armatei a 11-a Germane

Motivația:
„Pentru modul strălucit cu care a condus operațiunile armatei sale și bravura personală, arătată pe câmpul de luptă în războiul contra bolșevicilor”
Decretul Regal nr. 2.786 din 8 octombrie 1941

#### Mareșalul Reich-uluiHermann Göring
Ministrul Aerului Reich-ului și Comandantul Suprem al Forțelor Aeriene Germane

Motivația:
„Pentru modul cum a condus operațiunile aeriene ale armatei Reichului și pilda de inițiativă, curaj și dispreț de moarte, prin care a însuflețit sburătorii”
Decretul Regal nr. 2.868 din 14 octombrie 1941

#### Marele AmiralErich Raeder
Comandantul Suprem al Marinei Germane (Kriegsmarine)

Motivația:
„Pentru felul cum a condus operațiile flotei germane pe întinsul Oceanului și al Mărilor, contribuind la victoria armatelor aliate”
Decretul Regal nr. 2.868 din 14 octombrie 1941

#### FeldmareșalWalther von Brauchitsch
Comandantul Suprem al Armatei Germane de Uscat (Oberkommando des Heeres)

Motivația:
„Pentru modul strălucit cum a condus operațiunile giganticei armate germane, ducând-o fulgerător din victorie în victorie”
Decretul Regal nr. 2.868 din 14 octombrie 1941

#### FeldmareșalWilhelm Keitel
Comandantul Suprem al Armatei Germane (Oberkommando der Wehrmacht)

Motivația:
„Pentru că a imprimat tuturor comandamentelor ritmul unor operațiuni fulgerătoare și victorioase”
Decretul Regal nr. 2.868 din 14 octombrie 1941

#### General de armatăFranz Halder
Șeful Marelui Stat Major al Armatei Germane de Uscat (Oberkommando des Heeres)

Motivația:
„Pentru strălucirea cu care a contribuit la vijelioasele operațiuni ale armatelor aliate în ofensiva contra bolșevismului”
Decretul Regal nr. 2.868 din 14 octombrie 1941

#### MareșalCarl Gustaf Emil Mannerheim
Comandantul Suprem al Forțelor Armate ale Finlandei

Motivația:
„Pentru curajul și măestria cu care a condus operațiunile glorioasei armate finlandeze în cruciada contra bolșevismului”
Decretul Regal nr. 3.026 din 1 noiembrie 1941

#### MareșalWilhelm List
Fost comandant al Armatei a 12-a și comandant militar al Armatei Germane din sud-estul Europei

Motivația:
-
Decretul Regal nr. 1.896 din 24 iunie 1942

#### MareșalFeodor Tolbuhin
Comandantul Frontului 3 Ucrainean

Motivația:
„Pentru serviciile excepționale aduse țării, în acțiunea de eliberare de sub jugul fascismului german.”
Decretul Regal nr. 903 din 8 mai 1947

#### General colonel de tancuriIvan Susaicov
Membru al Consiliului Militar al Frontului 2 Ucrainean și locțiitor al comandantului Grupului de Armate Sud, apoi vicepreședinte al Comisiei Aliate de Control din România

Motivația:
„Pentru serviciile excepționale aduse țării, în acțiunea de eliberare de sub jugul fascismului german.”
Decretul Regal nr. 904 din 8 mai 1947

### Ofițeri români

#### MareșalMihai I al României
Regele României

Jurnalul Consiliului de Miniștri din 8 noiembrie 1941

#### Locotenent-colonel Cârlan Dumitru
comandantul Batalionului 9 Vânători de Munte, DR 445/2.02.1942

#### ColonelKorne M. Radu
comandantul Regimentului 6 Roșiori purtat, DR 445/2.02.1942

#### Locotenent-colonelRădulescu M. Florin
comandantul Grupului 7 Vânători de Munte: DR445/2.02.1942

#### General de corp de armatăAvramescu Gheorghe
comandantul Corpului de Munte, DR 2549/1.09.1942

#### General de corp de armatăDragalina Corneliu
comandantul Corpului 6 armată, DR 2549/1.09.1942

#### General de divizieLascăr Mihail
comandantul Diviziei 6 infanterie, DR 3822/31.12.1942

#### General de divizieDumitrache Ioan
comandantul Diviziei 2 Munte, DR 353/15.02.1943

#### Locotenent-colonelPălăghiță M. Ioan
din Regimentul 94 infanterie: DR 1366/13.05.1943 -  (post-mortem)

#### General de brigadăTeodorini Corneliu
comandantul Diviziei 6 cavalerie: DR 3267/20.12.1943

#### General de divizie Cealîk Gheorghe
comandantul Corpului de Cavalerie, DR 3267/20.12.1943

#### General de divizieMociulschi G. Leonard
comandantul Diviziei 3 Munte: DR 382/19.02.1944

#### General de armatăDumitrescu I. Petre
comandantul Armatei 3, DR 382/19.02.1944

## Clasa IIIa

### Ofițeri străini
Ordinea este cea a acordării distincțiilor.
1. General de armată inspector Eugen Ritter von Schobert (22 august 1941)[9]
2. General de corp de armată Erik Hansen (22 august 1941)[9]
3. Generalfeldmarschall Gerd von Rundstedt (19 septembrie 1941)[7]
4. General-colonel Alexander Löhr (19 septembrie 1941)[7]
5. General-locotenent Wilhelm Speidel (19 septembrie 1941)[7]
6. General-locotenent Kurt Pflugbeil (19 septembrie 1941)[7]
7. Colonel Gerhard Bassenge (19 septembrie 1941)[7]
8. General de infanterie Joachim von Kortzfleisch (19 septembrie 1941)[7]
9. General de infanterie Hans von Salmuth (19 septembrie 1941)[7]
10. General-maior Walter Wittke (19 septembrie 1941)[7]
11. General-locotenent Hans Graf von Sponeck (19 septembrie 1941)[7]
12. General-locotenent Maximilian de Angelis (19 septembrie 1941)[7]
13. General-locotenent Franz Mattenklott (19 septembrie 1941)[7]
14. General-locotenent Karl-Adolf Hollidt (19 septembrie 1941)[7]
15. General-locotenent Otto Roettig (19 septembrie 1941)[7]
16. General-locotenent Ferdinand Neuling (19 septembrie 1941)[7]
17. Mareșalul Reich-ului Hermann Göring (14 octombrie 1941)[2]
18. Marele Amiral Erich Raeder (14 octombrie 1941)[2]
19. Feldmareșal Walther von Brauchitsch (14 octombrie 1941)[2]
20. Feldmareșal Wilhelm Keitel (14 octombrie 1941)[2]
21. General de armată Franz Halder (14 octombrie 1941)[2]
22. General-maior Arthur Hauffe (14 octombrie 1941)[10]
23. Mareșal Carl Gustaf Emil Mannerheim (1 noiembrie 1941)[3]
24. General de corp de armată Hans Jeschonnek (7 noiembrie 1941)[11]
25. Colonel Otto Wöhler (21 noiembrie 1941)[12]
26. General de infanterie Erich von Levinski gen. von Mannstein (25 noiembrie 1941)[13]
27. Mareșal Wilhelm List (24 iunie 1942)[14]
28. Mareșal Feodor Tolbuhin (8 mai 1947)[4]
29. General colonel de tancuri Ivan Susaicov (8 mai 1947)[5]

### Ofițeri români
Ordinea este cea a acordării distincțiilor.
1. General de divizie Nicolae Dăscălescu (22 septembrie 1941)[15]
2. General de divizie Alexandru Ioanițiu (8 octombrie 1941)[8]
3. Locotenent aviator (r) Ioan Lascu (11 octombrie 1941)[16]
4. Sublocotenent aviator Vasile Claru (11 octombrie 1941)
5. Colonel Gheorghe Gr. Nicolescu (17 octombrie 1941)[17]
6. Colonel Andrei Mihail Nasta (17 octombrie 1941)[17]
7. Colonel Gheorghe V. Ionescu (17 octombrie 1941)[17]
8. Colonel Raul M. Halunga (17 octombrie 1941)[17]
9. Colonel Richard I. Rottemburg (17 octombrie 1941)[17]
10. Colonel Ioan P. Dănescu (17 octombrie 1941)[17]
11. Locotenent-colonel Gheorghe Gh. Iliescu (17 octombrie 1941)[17]
12. Locotenent-colonel Hans Dohle (17 octombrie 1941)[17]
13. Maior Alexandru A. Drăgulinescu (17 octombrie 1941)[17]
14. Maior Emilian Paveliu (17 octombrie 1941)[17]
15. Maior Matei V. Popa (17 octombrie 1941)[17]
16. Maior Petre Gh. Marinescu (17 octombrie 1941)[17]
17. Maior Nicolae A. Rădulescu (17 octombrie 1941)[17]
18. Maior Emil M. Albu (17 octombrie 1941)[17]
19. Maior Mihail Nicolae Derlogea (17 octombrie 1941)[17]
20. Căpitan Virgiliu Gh. Bezman (17 octombrie 1941)[17]
21. Căpitan Gheorghe R. Rizea (17 octombrie 1941)[17]
22. Căpitan Marin N. Vlădescu (17 octombrie 1941)[17]
23. Căpitan Constantin C. Voicu (17 octombrie 1941)[17]
24. Căpitan Gheorghe Fl. Chirițescu (17 octombrie 1941)[17]
25. Căpitan Horia Gh. Mladenovici (17 octombrie 1941)[17]
26. Căpitan Romulus H. Niculescu (17 octombrie 1941)[17]
27. Căpitan Ioan I. Ciumașu (17 octombrie 1941)[17]
28. Căpitan Constantin Mihăilescu (17 octombrie 1941)[17]
29. Căpitan Sever Paul D. Niculescu (17 octombrie 1941)[17]
30. Căpitan Ioan V. Budurăscu (17 octombrie 1941)[17]
31. Căpitan Ștefan N. Tebeică (17 octombrie 1941)[17]
32. Căpitan Eremia Fulea Palada (17 octombrie 1941)[17]
33. Locotenent Marin F. Ștefănescu (17 octombrie 1941)[17]
34. Locotenent Aurel I. Micu (17 octombrie 1941)[17]
35. Locotenent Matei C. Lupu (17 octombrie 1941)[17]
36. Sublocotenent Marin Dinu Georgescu (17 octombrie 1941)[17]
37. Sublocotenent Stelian Georgescu (17 octombrie 1941)[17]
38. Sublocotenent Victor Th. Ursulescu (17 octombrie 1941)[17]
39. Sublocotenent Paul Liviu P. Popescu (17 octombrie 1941)[17]
40. Sublocotenent Stelian Popescu (17 octombrie 1941)[17]
41. Sublocotenent Marius Dumitrescu (17 octombrie 1941)[17]
42. Sublocotenent (rz.) Aurel Prisadă (17 octombrie 1941)[17]
43. Sublocotenent (rz.) Ioan F. Alexandru (17 octombrie 1941)[17]
44. Sublocotenent (rz.) Gheorghe G. Sotir (17 octombrie 1941)[17]
45. General de divizie Vasile Atanasiu (17 octombrie 1941)[17]
46. General de divizie Gheorghe Avramescu (17 octombrie 1941)[17]
47. General de divizie Mihail Racoviță (17 octombrie 1941)[17]
48. General de brigadă Ioan Dumitrache (17 octombrie 1941)[17]
49. General de brigadă Gheorghe Manoliu (17 octombrie 1941)[17]
50. General de brigadă Mihail Lascăr (17 octombrie 1941)[17]
51. Colonel Leonard Mociulschi (17 octombrie 1941)[17]
52. Colonel Albert Ludwig (17 octombrie 1941)[17]
53. Colonel Dumitru D. Oncica (17 octombrie 1941)[17]
54. Colonel Constantin Talpeș (17 octombrie 1941)[17]
55. Colonel Ervin I. Klaus (17 octombrie 1941)[17]
56. Colonel Gheorghe G. Sotir (17 octombrie 1941)[17]
57. Colonel Ștefan Bardan (17 octombrie 1941)[17]
58. Colonel Ghedeon Seracin (17 octombrie 1941)[17]
59. Colonel Constantin N. Rosetti Bălănescu (17 octombrie 1941)[17]
60. Colonel Ioan T. Constantinescu (17 octombrie 1941)[17]
61. Colonel Gheorghe A. Săulescu (17 octombrie 1941)[17]
62. Colonel Alexandru I. Cozloschi (17 octombrie 1941)[17]
63. Locotenent-colonel Dumitru Dămăceanu (17 octombrie 1941)[17]
64. Locotenent-colonel Ioan C. Ionescu (17 octombrie 1941)[17]
65. Locotenent-colonel Virgiliu Ignat (17 octombrie 1941)[17]
66. Locotenent-colonel Constantin N. Ionescu (17 octombrie 1941)[17]
67. Locotenent-colonel Gheorghe C. Dimitriu (17 octombrie 1941)[17]
68. Locotenent-colonel Ioan D. Mihail (17 octombrie 1941)[17]
69. Locotenent-colonel Gheorghe Gh. Ștefănescu (17 octombrie 1941)[17]
70. Locotenent-colonel Marcel M. Olteanu (17 octombrie 1941)[17]
71. Locotenent-colonel Ioan L. Hristea (17 octombrie 1941)[17]
72. Maior Constantin Cojocărescu (17 octombrie 1941)[17]
73. Maior Aurel Georgescu (17 octombrie 1941)[17]
74. Maior Liviu I. Rusu (17 octombrie 1941)[17]
75. Maior Ioan I. Joița (17 octombrie 1941)[17]
76. Căpitan Constantin P. Spaimă (17 octombrie 1941)[17]
77. Căpitan Iosif R. Ghedeon (17 octombrie 1941)[17]
78. Căpitan Mihail M. Tacu (17 octombrie 1941)[17]
79. Căpitan Radu C. Mihail (17 octombrie 1941)[17]
80. Căpitan Ioan L. Anatolie (17 octombrie 1941)[17]
81. Căpitan Constantin Gh. Cioc (17 octombrie 1941)[17]
82. Căpitan Constantin E. Filipescu (17 octombrie 1941)[17]
83. Căpitan Marin M. Curteanu (17 octombrie 1941)[17]
84. Căpitan Dumitru P. Moga (17 octombrie 1941)[17]
85. Căpitan Gheorghe I. Aghelescu (17 octombrie 1941)[17]
86. Căpitan Alexandru Schmidt (17 octombrie 1941)[17]
87. Căpitan Vasile I.V. Corbu (17 octombrie 1941)[17]
88. Căpitan (rz.) Luca Mihăilescu (17 octombrie 1941)[17]
89. Locotenent Mihail A. Ababei (17 octombrie 1941)[17]
90. Locotenent Victor V. Comșa (17 octombrie 1941)[17]
91. Locotenent Dumitru Șt. Pomeanu (17 octombrie 1941)[17]
92. Locotenent Gheorghe Bunescu (17 octombrie 1941)[17]
93. Locotenent Alexandru Al. Vasiliu (17 octombrie 1941)[17]
94. Locotenent Lincu M. Pârvan (17 octombrie 1941)[17]
95. Locotenent Petru G. Iliescu (17 octombrie 1941)[17]
96. Locotenent Valerie Decebal D. Constantinescu (17 octombrie 1941)[17]
97. Locotenent (rz.) Dumitru M. Tănăsescu (17 octombrie 1941)[17]
98. Locotenent (rz.) Nicolae I. Tanoviceanu (17 octombrie 1941)[17]
99. Sublocotenent Alexandru Gh. Filimonescu (17 octombrie 1941)[17]
100. Sublocotenent Ion Târlungeanu (17 octombrie 1941)[17]
101. Sublocotenent Mircea I. Rădulescu (17 octombrie 1941)[17]
102. Sublocotenent Mircea Holban (17 octombrie 1941)[17]
103. Sublocotenent Nicolae Simionescu (17 octombrie 1941)[17]
104. Sublocotenent Dan O. Cepleanu (17 octombrie 1941)[17]
105. Sublocotenent Constantin A.N. Ciuciu (17 octombrie 1941)[17]
106. Sublocotenent (rz.) Nicolae Roșca (17 octombrie 1941)[17]
107. Sublocotenent (rz.) Mihalache Moise (17 octombrie 1941)[17]
108. General de corp de armată Petre Dumitrescu (17 octombrie 1941)[18]
109. General de corp de armată Nicolae Ciupercă (17 octombrie 1941)[19]
110. General de brigadă Marin Cosma Popescu (7 noiembrie 1941)[20]
111. General de brigadă Gheorghe Stavrescu (7 noiembrie 1941)[20]
112. General de brigadă Nicolae Pălăngeanu (7 noiembrie 1941)[20]
113. General de brigadă Ilie Șteflea (7 noiembrie 1941)[20]
114. General de brigadă Nicolae Șova (7 noiembrie 1941)[20]
115. General de brigadă Gheorghe Potopeanu (7 noiembrie 1941)[20]
116. General de brigadă Olimp Stavrat (7 noiembrie 1941)[20]
117. Căpitan Dumitru V. Iftimie (7 noiembrie 1941)[20]
118. Sublocotenent Constantin Pușcașu (7 noiembrie 1941)[20]
119. Sublocotenent (rz.) Dionisie Nicolae I. Andronic (7 noiembrie 1941)[20]
120. Locotenent-colonel Nicolae I. Pădureanu (7 noiembrie 1941)[21]
121. Mareșal Mihai I al României (8 noiembrie 1941)[6]
122. General de corp de armată adjutant Iosef Iacobici (14 noiembrie 1941)[22]
123. General de brigadă Nicolae Tătăranu (14 noiembrie 1941)[22]
124. General de escadră Gheorghe Jienescu (14 noiembrie 1941)[22]
125. Locotenent aviator (rz.) Nicolae Polizu (14 noiembrie 1941)[22]
126. Colonel Caton Sorescu (7 ianuarie 1942)[23]
127. Locotenent-colonel Veniamin V. Pleșoianu (7 ianuarie 1942)
128. Locotenent-colonel Ioan G. Trofin (7 ianuarie 1942)
129. Maior Victor St. Tomescu (7 ianuarie 1942)
130. Maior Dumitru Gh. Manole (7 ianuarie 1942)
131. Maior Ioan I. Dumitriu (7 ianuarie 1942)
132. Maior Ștefan Gh. Teodor (7 ianuarie 1942)
133. Maior Simion V. Mihăilă (7 ianuarie 1942)
134. Maior Ilie D. Virtu (7 ianuarie 1942)
135. Locotenent-comandor (av.) Alexandru Popișteanu (7 ianuarie 1942)
136. Căpitan Constantin C. Stoian (7 ianuarie 1942)
137. Căpitan Victor P. Gheorghiu (7 ianuarie 1942)
138. Căpitan Mihail D. Ioan (7 ianuarie 1942)
139. Căpitan Elio-Angelo-Giuseppe L. Paulon (7 ianuarie 1942)
140. Căpitan Vasile Al. Antonescu (7 ianuarie 1942)
141. Căpitan Gabriel I. Chiticaru (7 ianuarie 1942)
142. Căpitan Ioan V. Lateș (7 ianuarie 1942)
143. Căpitan Adrian C. Opaschi (7 ianuarie 1942)
144. Căpitan Emil M. Iordan (7 ianuarie 1942)
145. Căpitan Emil A. Hudriciu (7 ianuarie 1942)
146. Căpitan Gheorghe N. Dudea (7 ianuarie 1942)
147. Căpitan Ioan G. Galeș (7 ianuarie 1942)
148. Căpitan Constantin R. Marinescu (7 ianuarie 1942)
149. Locotenent Alexandru S. Voinea (7 ianuarie 1942)
150. Locotenent Simion C. Burlă (7 ianuarie 1942)
151. Locotenent Lucian I. Lungulescu (7 ianuarie 1942)
152. Locotenent Vasile N. Panaitescu (7 ianuarie 1942)
153. Locotenent Ioan E. Vurtejeanu (7 ianuarie 1942)
154. Locotenent Dumitru I. Miculescu (7 ianuarie 1942)
155. Locotenent Aurel I. Voinea (7 ianuarie 1942)
156. Sublocotenent Nicolae St. Eremia (7 ianuarie 1942)
157. Sublocotenent Grigore Dorel Gr. Dumbrăvescu (7 ianuarie 1942)
158. Sublocotenent (rz.) Andrei A. Râmbu (7 ianuarie 1942)
159. Sublocotenent (rz.) Vasile C. Dogaru (7 ianuarie 1942)
160. Colonel Marin Rădulescu (7 ianuarie 1942)
161. Colonel Alexandru Poenaru (7 ianuarie 1942)
162. Colonel Vasile Crețoiu (7 ianuarie 1942)
163. Locotenent-colonel Constantin Al. Poșulescu (7 ianuarie 1942)
164. Locotenent-colonel Leonte Comșa (7 ianuarie 1942)
165. Locotenent-colonel Ioan II V. Iliescu (7 ianuarie 1942)
166. Maior Nicolae Gh. Ghețaru (7 ianuarie 1942)
167. Maior Atanasie Ivan (7 ianuarie 1942)
168. Maior Alexandru D. Marin (7 ianuarie 1942)
169. Maior Constantin O. Vlădescu (7 ianuarie 1942)
170. Maior Ioan Ștefănescu (7 ianuarie 1942)
171. Maior Gheorghe Gh. Teodorescu (7 ianuarie 1942)
172. Maior Constantin I. Dabija (7 ianuarie 1942)
173. Maior Alexe P. Constantinescu (7 ianuarie 1942)
174. Căpitan Florea T. Dumitrescu (7 ianuarie 1942)
175. Căpitan Mihail Ene (7 ianuarie 1942)
176. Căpitan Nicolae I. Mitu (7 ianuarie 1942)
177. Căpitan Eugeniu C. Brumă (7 ianuarie 1942)
178. Căpitan Călin T. Niță (7 ianuarie 1942)
179. Căpitan Dumitru G. Ciornea (7 ianuarie 1942)
180. Căpitan Dumitru Mic. Gh. Ilau (7 ianuarie 1942)
181. Căpitan Radu D. Stănculescu (7 ianuarie 1942)
182. Căpitan Andrei A. Schnabell (7 ianuarie 1942)
183. Căpitan Petre I. Voichița (7 ianuarie 1942)
184. Căpitan Grigore V. Andrei (7 ianuarie 1942)
185. Căpitan Nicolae N. Constantinescu (7 ianuarie 1942)
186. Căpitan Ioan N. Costăchel (7 ianuarie 1942)
187. Locotenent Florea D. Drăgușin (7 ianuarie 1942)
188. Locotenent Aurel V. Ștefănescu (7 ianuarie 1942)
189. Locotenent Ioan I. Ambrosă (7 ianuarie 1942)
190. Locotenent Constantin Gh. Făcăoaru (7 ianuarie 1942)
191. Locotenent Ioan D. Sterpu (7 ianuarie 1942)
192. Locotenent Florin I. Dumitriu (7 ianuarie 1942)
193. Locotenent (rz.) Mircea Socor (7 ianuarie 1942)
194. Sublocotenent Mihai I. Surmei (7 ianuarie 1942)
195. Sublocotenent Dumitrie D. Gavrilă (7 ianuarie 1942)
196. Sublocotenent Cezar I. Luchian (7 ianuarie 1942)
197. Sublocotenent Octavian Lucian N. Vlădoianu (7 ianuarie 1942)
198. Sublocotenent Mihail Gheorghe M. Bădulescu (7 ianuarie 1942)
199. Sublocotenent Emilian I. Nineacă (7 ianuarie 1942)
200. Sublocotenent Alexandru V. Finichi (7 ianuarie 1942)
201. Sublocotenent Marin V. Moise (7 ianuarie 1942)
202. Sublocotenent Sorin Cârsteanu (7 ianuarie 1942)
203. Sublocotenent (rz.) Octavian Popovici (7 ianuarie 1942)
204. Sublocotenent (rz.) Albert M. Hann (7 ianuarie 1942)
205. Sublocotenent (rz.) Ionel Dragoș-George Berariu (7 ianuarie 1942)
206. Sublocotenent (rz.) Alexandru I. Oltei (7 ianuarie 1942)
207. Sublocotenent (rz.) Gheorghe I. Petrescu (7 ianuarie 1942)
208. Locotenent (r) Drăgănescu I. Ioan (6 octombrie 1942, Batalionul 1 Vânători de Munte „Regele Carol al II-lea”) post-mortem [24]
209. Locotenent Anghelescu N. Alex Nicolae (5 Noiembrie 1942)[25]</ref>
210. Căpitan Maxim D. Constantin (16 iunie 1943)
211. Căpitan (av.) Dimitrie D. Pretor (3 octombrie 1944)
212. Locotenent (av.) Leonid Șotropa (3 octombrie 1944)
213. Locotenent (av.) Nicolae Serescu (3 octombrie 1944)
214. General de corp de armată Gheorghe Avramescu (22 noiembrie 1944)[26]
215. General de corp de armată Iosif Teodorescu (22 noiembrie 1944)
216. General de divizie Constantin Vasiliu-Rășcanu (22 noiembrie 1944)
217. General de divizie Ioan Dumitrache (22 noiembrie 1944)
218. General comandant (av.) Emanoil Ionescu (4 august 1945)[27]
219. General de brigadă Mihail Corbuleanu (4 august 1945)
220. General de brigadă Gheorghe Gh. Marinescu (4 august 1945)
221. General de brigadă Constantin Bădescu (4 august 1945)
222. General de brigadă Marin Ceaușu (4 august 1945)
223. General de brigadă Ioan S. Stănculescu (4 august 1945)
224. General de brigadă Gheorghe Mosiu (4 august 1945)
225. General de brigadă Costin Ionașcu (4 august 1945)
226. General de brigadă Mihail Camarașu (4 august 1945)
227. General de brigadă Mihail A. Voicu (4 august 1945)
228. General de brigadă Ilie Antonescu (4 august 1945)
229. General de brigadă Hercule Fortunescu (4 august 1945)
230. Colonel Constantin Talpeș (4 august 1945)
231. Colonel Ioan Botea (4 august 1945)
232. Colonel Toma Zotter (4 august 1945)
233. Colonel Alexandru M. Petrescu (4 august 1945)
234. Colonel Ioan Iucal (4 august 1945)
235. Colonel Iancu Ghenescu (4 august 1945)
236. Colonel Ioan T. Constantinescu (4 august 1945)
237. Colonel Ioan Eitl (4 august 1945)
238. Colonel Virgil Rusu (4 august 1945)
239. Colonel Alexandru Dobriceanu (4 august 1945)
240. Colonel Gheorghe D. Teodorescu (4 august 1945)
241. Locotenent-colonel Vasile Paraschivescu (4 august 1945)
242. Locotenent-colonel Pantilimon Ivan (4 august 1945)
243. Locotenent-colonel Constantin Buceleanu (4 august 1945)
244. Locotenent-colonel Gheorghe Șoimaru (4 august 1945)
245. Locotenent-colonel Aurel Leonin (4 august 1945)
246. Maior Ioan Claianu (4 august 1945)
247. Maior Gheorghe Emanoil (4 august 1945)
248. Maior Constantin S. Lupu (4 august 1945)
249. Maior Siminel Gheorghiu (4 august 1945)
250. Maior Eugen Vlaicu (4 august 1945)
251. Maior Emilian M. Ionescu (4 august 1945)
252. Maior Nicolae M. Milea (4 august 1945)
253. Maior Gheorghe Afrim (4 august 1945)
254. Maior Gheorghe I. Murea (4 august 1945)
255. Maior Dan I. Grigore (4 august 1945)
256. Maior Constantin Gheorghiu (4 august 1945)
257. Maior Vasile P. Bâgulescu (4 august 1945)
258. Maior Iordan St. Tănase (4 august 1945)
259. Maior Ioan T. Ciulpan (4 august 1945)
260. Căpitan Ioan M. Lazăr (4 august 1945)
261. Căpitan Nicolae N. Boiangiu (4 august 1945)
262. Căpitan Mircea D. Dabija (4 august 1945)
263. Căpitan Dumitru Gh. Ghițescu (4 august 1945)
264. Căpitan Traian St. Blebea (4 august 1945)
265. Căpitan Constantin C.I. Vasiliu Rășcanu (4 august 1945)
266. Căpitan Nicolae A. Arghir (4 august 1945)
267. Căpitan Mihail Gh. Pop (4 august 1945)
268. Căpitan Constantin I. Cojocaru (4 august 1945)
269. Căpitan Teodor H. Capră (4 august 1945)
270. Căpitan Ioan F. Diaconu (4 august 1945)
271. Căpitan Valeriu T. Bărbulescu (4 august 1945)
272. Căpitan Ion Munteanu (4 august 1945)
273. Căpitan Bucur Calomfirescu (4 august 1945)
274. Căpitan Dumitru P. Drăguț (4 august 1945)
275. Căpitan Pavel Petri (4 august 1945)
276. Căpitan Dumitru D. Cristorian (4 august 1945)
277. Căpitan Grigore T. Iliescu (4 august 1945)
278. Căpitan Ioan C. Comănescu (4 august 1945)
279. Căpitan Ioan Al. Fl. Dini (4 august 1945)
280. Căpitan Marin Găntoiu (4 august 1945)
281. Căpitan Nicolae C. Țifescu (4 august 1945)
282. Căpitan Ioan C.S. Popescu (4 august 1945)
283. Căpitan (rz.) Gheorghe V. Modoiu (4 august 1945)
284. Locotenent Ioan M. Damir (4 august 1945)
285. Locotenent Constantin I. Ionescu (4 august 1945)
286. Locotenent Eugen N. Topală (4 august 1945)
287. Locotenent Petre P. Făgărășanu (4 august 1945)
288. Locotenent (rz.) Anghel Zamfir (4 august 1945)
289. Locotenent (rz.) Dumitru I. Costache (4 august 1945)
290. Locotenent (rz.) Paraschiv Vartolomeu M. Livezeanu (4 august 1945)
291. Locotenent (rz.) Nicolae V. Popescu (4 august 1945)
292. Locotenent (rz.) Drăgan I. Cucu (4 august 1945)
293. Locotenent (rz.) Dănilă L. Pop (4 august 1945)
294. Locotenent (rz.) Vasile L. Jarca (4 august 1945)
295. Sublocotenent Gheorghe C. Bădescu (4 august 1945)
296. Sublocotenent Ioan T. Marinescu (4 august 1945)
297. Sublocotenent Vasile Z. Rusu (4 august 1945)
298. Sublocotenent Nicolae V. Caraman (4 august 1945)
299. Sublocotenent Ion Gh. Albeanu (4 august 1945)
300. Sublocotenent Mircea O. Moldoveanu (4 august 1945)
301. Sublocotenent (rz.) Aurel T. Fodor (4 august 1945)
302. Sublocotenent (rz.) Niță Jiga (4 august 1945)
303. Sublocotenent (rz.) Florea I. Enăchescu (4 august 1945)
304. General de armată Vasile Atanasiu (4 august 1945)[28]
305. General de corp de armată Gheorghe Stavrescu (4 august 1945)
306. General de brigadă Ioan Tănăsescu (4 august 1945)
307. Colonel Teodor A. Manolescu (4 august 1945)
308. Colonel Tănase T. Chiriță (4 august 1945)
309. Locotenent-colonel Vasile Podhorschi (4 august 1945)
310. Locotenent-colonel Adrian I. Mertig (4 august 1945)
311. Locotenent-colonel Marius D. Filimon (4 august 1945)
312. Căpitan comandor Teodor N. Dobre (4 august 1945)
313. Maior Costache V. Mândru (4 august 1945)
314. Maior Traian G. Resachevici (4 august 1945)
315. Maior Nicolae N. Buriu (4 august 1945)
316. Maior Nicolae A. Zidaru (4 august 1945)
317. Maior Gheorghe Lepădatu (4 august 1945)
318. Maior Filip I. Lica (4 august 1945)
319. Maior Gheorghe C. Pârăianu (4 august 1945)
320. Căpitan Gheorghe D. Ivanoiu (4 august 1945)
321. Căpitan Nicolae D. Păuna (4 august 1945)
322. Căpitan Alexandru I. Niculescu (4 august 1945)
323. Căpitan Petre T. Anghelina (4 august 1945)
324. Căpitan Vasile V. Pătrășcoiu (4 august 1945)
325. Căpitan Gheorghe I. Georgescu (4 august 1945)
326. Căpitan Traian Vizitiu (4 august 1945)
327. Căpitan Vladimir Adamiade (4 august 1945)
328. Căpitan Nicolae I. Moculescu (4 august 1945)
329. Căpitan Gheorghe Ionescu (4 august 1945)
330. Căpitan Stanislav S. Iuscinschi (4 august 1945)
331. Căpitan Ene G. Milea (4 august 1945)
332. Căpitan Nicolae Mancaș (4 august 1945)
333. Căpitan Grigore Bălteanu (4 august 1945)
334. Căpitan (rz.) Cristea R. Cristea (4 august 1945)
335. Căpitan (rz.) Mihail F. Dumitrescu (4 august 1945)
336. Locotenent Vasile N. Panaite (4 august 1945)
337. Locotenent Constantin M. Berceanu (4 august 1945)
338. Locotenent Gheorghe I. Gheorghiu (4 august 1945)
339. Locotenent Gheorghe Smărăndescu (4 august 1945)
340. Locotenent (rz.) Anton M. Mihai (4 august 1945)
341. Locotenent (rz.) Ioan Gh. Popescu (4 august 1945)
342. Sublocotenent Eugen Crințea (4 august 1945)
343. Sublocotenent Teodor Panuș (4 august 1945)
344. Sublocotenent Titu I. Guran (4 august 1945)
345. Sublocotenent Mircea S. Irimescu (4 august 1945)
346. Sublocotenent Emil Luchian (4 august 1945)
347. Sublocotenent Constantin Duca (4 august 1945)
348. Sublocotenent Alexandru Valeriu Th. Ivanov (4 august 1945)
349. Sublocotenent Marian I.N. Dobrescu (4 august 1945)
350. Sublocotenent Vinicius Dumitru P. Florescu (4 august 1945)
351. Sublocotenent Ioan V. Felecan (4 august 1945)
352. Sublocotenent Victor F. Bartholome (4 august 1945)
353. Sublocotenent (rz.) Aurel Fodoreanu (4 august 1945)
354. Locotenent-colonel Veniamin Gh. Cazacu (4 august 1945)[29]
355. Maior Dionisie V. Precul (4 august 1945)
356. Maior Eugen T. Popescu (4 august 1945)
357. Maior Vasile R. Luchian (4 august 1945)
358. Maior Vasile I. Dumbravă (4 august 1945)
359. Căpitan Romulus Petre (4 august 1945)
360. Căpitan Nicolae D. Călinescu (4 august 1945)
361. Căpitan Stan St. Micu (4 august 1945)
362. Căpitan Victor Gh. Pop (4 august 1945)
363. Căpitan Radu I. Bălăcescu (4 august 1945)
364. Căpitan (rz.) Ioan Mihăilescu (4 august 1945)
365. Căpitan (rz.) Ilie Nedelcu (4 august 1945)
366. Locotenent Aurel I. Gheorghiu (4 august 1945)
367. Locotenent Alexandru P. Vajaiche (4 august 1945)
368. Locotenent (rz.) Sever Sâlniceanu (4 august 1945)
369. Locotenent (rz.) Ioan M. Teodorescu (4 august 1945)
370. Locotenent (rz.) Pompiliu I. Dinescu (4 august 1945)
371. Locotenent (rz.) Constantin Marinescu (4 august 1945)
372. Locotenent (rz.) Savu D. Manta (4 august 1945)
373. Sublocotenent Romeo Ciocîrlie (4 mai 1945)
374. Sublocotenent Nicu Chervase Beleciu (4 august 1945)
375. Sublocotenent Gheorghe D. Mocănescu (4 august 1945)
376. Sublocotenent Mihai I. Milea (4 august 1945)
377. Sublocotenent Spiridon C. Ionescu (4 august 1945)
378. Sublocotenent Ioan Predescu (4 august 1945)
379. Sublocotenent Valeriu Diaconescu (4 august 1945)
380. Sublocotenent Dumitru Tache (4 august 1945)
381. Sublocotenent Gheorghe D. Pandele (4 august 1945)
382. Sublocotenent Dumitru Marinescu (4 august 1945)
383. Sublocotenent Nicolae C. Aldea (4 august 1945)
384. Sublocotenent (rz.) Mihail D. Pătulea (4 august 1945)
385. Sublocotenent (rz.) Spiru M. Cipu (4 august 1945)
386. Sublocotenent (rz.) Vasile G. Milea (4 august 1945)
387. Sublocotenent (rz.) Ilie A. Stan (4 august 1945)
388. Locotenent-colonel Paul Ionescu (4 august 1945)[30]
389. Căpitan Nicolae I. Câță (4 august 1945)
390. Căpitan Gheorghe N. Decusară (4 august 1945)
391. Sublocotenent Gheorghe I. Ioneanu (4 august 1945)
392. Sublocotenent Gheorghe I. Crainiceanu (4 august 1945)
393. Sublocotenent Gheorghe V. Crăciunescu (4 august 1945)
394. Sublocotenent Eugen Ion Botel (4 august 1945)
395. Sublocotenent Vasile O. Moroianu (4 august 1945)
396. Sublocotenent Gheorghe I. Croitoru (4 august 1945)